# Vico (Italië)
Vico is een plaats (frazione) in de Italiaanse gemeente Edolo.